# Georges Nógrády
Georges L. Nógrády, född 1919 i Ungern, död 2003 i Kanada, var en ungersk-kanadensisk läkare och mikrobiolog.
Georges Nógrády utbildade sig till läkare i Ungern. Hans hustru Ilona och parets ofödda barn dog i blodförgiftning, varefter han ägnade sig på heltid åt mikrobiologi. Han emigrerade på 1940-talet till Kanada, där han blev bakteriolog och forskare på Université de Montréal i Montreal.
Han initierade och hjälpte den polsk-kanadensiska läkaren och cancerforskaren Stanley Skoryna på McGill-universitetet i Montreal att organisera Medical Expedition to Easter Island till Påskön. Denna genomfördes mellan november 1964 och februari 1965 med omkring 40 läkare och forskare. Expeditionens syfte var bland annat att - tillsammans med en tänkt senare uppföljningsstudie - genom kartläggning av hälsoläget hos en isolerad befolkning hitta sådana orsaker till cancer hos människan, som har att göra med modern livsstil.  
Expeditionen ledde som ett sidoresultat till upptäckten av substansen rapamycin. Georges Nógrády drev mikrobiologisk forskning på Påskön vid sidan av expeditionens huvudarbete med att kartlägga hälsotillstånd med mera hos öns dåvarande befolkning på 967 personer. Han delade in den 183 kvadratkilometer stora ön i ett 60-tal rutor och tog sammanlagt hundratals jordprover från alla dessa. Hans syfte var bland annat att förstå varför öborna inte drabbades av stelkramp, trots att de gick barfota med sår på den steniga och av hästar betade marken.  
Georges Nógrády fann i ett jordprov från en ruta i Vai Atare-regionen en stam av bakterien Streptomyces hygroscopicus, som utsöndrade en okänd substans. Nógrádys prover överlämnades några år senare till det kanadensiska läkemedelsbolaget Ayerst Pharmaceuticals. Där isolerades 1972 den av Streptomyces hydroscopicus producerade substansen av Claude Vézina och Surendra Sehgal, vilka gav den gav namnet rapamycin efter namnet på Påskön, Rapa Nui, på det lokala språket rapa nui. Rapamycin påvisades ha effekt på svampinfektioner i en studie av dem publicerad 1975, och har senare visat sig vara immunhämmande och användbar vid njurtransplantationer och behandling av autoimmuna sjukdomar.